# Nivigne-et-Suran
Nivigne-et-Suran és una comuna francesa del departament d'Ain, a la regió alvernesa-Ródano-Alps. Pertany a la comunitat d'aglomeració del Bassin de Bourg-en-Bresse.

## Història
Va ser creada l'1 de gener de 2017, en aplicació d'una resolució del prefecte d'Ain del 20 de maig de 2016 amb la unió de les comunes de Chavannes-sud-Suran i Germagnat, passant a estar l'ajuntament en l'antiga comuna de Chavannes-sur-Suran.

## Demografia
| Gràfica d'evolució de Nivigne-et-Suran entre 1800 i 2014 |
|                                                          |

Les dades entre 1800 i 2013 són el resultat de sumar els parcials de les dues comunes que formen la nova comuna de Nivigne-et-Suran, les dades de la qual s'han agafat de 1800 a 1999, per les comunes de Chavannes-sud-Suran i Germagnat de la pàgina francesa EHESS/Cassini. Les altres dades s'han agafat de la pàgina del INSEE.

## Composició
| Comuna delegada     | Codi INSEE | Població (2013) | Superfície (km²) | Densitat (hab./km²) |
| ------------------- | ---------- | --------------- | ---------------- | ------------------- |
| Chavannes-sur-Suran | 01095      | 641             | 21.50            | 30                  |
| Germagnat           | 01172      | 149             | 9.48             | 16                  |